# Новый Усад (Спасский район)
Но́вый Уса́д — в Спасском районе Нижегородской области России. Входит в состав Красноватрасского сельсовета.

## География
Село находится в восточной части Нижегородской области, в зоне хвойно-широколиственных лесов, на левом берегу реки Ватраски, у автодороги 22Н-4105.

### Улицы
Список улиц на 2020 год:
- ул. Молодёжная
- ул. Центральная
- ул. Школьная

### Климат
Климат характеризуется как умеренно континентальный, с морозной продолжительной зимой и умеренно тёплым коротким летом. Среднегодовая температура — 3,7 °C. Средняя температура воздуха самого тёплого месяца (июля) — 18,7 °C (абсолютный максимум — 37 °C); самого холодного (января) — −12 °C (абсолютный минимум — −45 °C). Среднегодовое количество атмосферных осадков составляет 550—600 мм, из которых 410 мм выпадает в период с апреля по октябрь. Устойчивый снежный покров устанавливается в третьей декаде ноября и держится около 154 дней.

## Население
| 2002 | 2010 |
| ---- | ---- |
| 313  | ↘290 |

## Инфраструктура
В селе находится школа, пожарная часть.

## Транспорт
Деревня доступна автотранспортом.

## Достопримечательности
- Церковь Казанской иконы Божией Матери (начало XX века)[5].